# Liste der Mitglieder der American Academy of Arts and Sciences/1875
Im Jahr 1875 wählte die American Academy of Arts and Sciences 17 Personen zu ihren Mitgliedern.

## Neugewählte Mitglieder
- Henry Adams (1838–1918)
- Joachim Barrande (1799–1883)
- Robert Thaxter Edes (1838–1923)
- Frederick Augustus Genth (1820–1893)
- Jean Leon Gerome (1824–1904)
- Daniel Coit Gilman (1831–1908)
- James Bradstreet Greenough (1833–1901)
- Henry Barker Hill (1849–1903)
- William James (1842–1910)
- Joseph LeConte (1823–1901)
- Othniel Charles Marsh (1831–1899)
- Alfred Marshall Mayer (1836–1897)
- Hiram Francis Mills (1836–1921)
- Andrew Crombie Ramsay (1814–1891)
- Ira Remsen (1846–1927)
- William Sellers (1824–1905)
- Louis Adolph Thiers (1797–1877)